# Episodi de La tata (seconda stagione)
La seconda stagione della serie televisiva La tata è andata in onda negli Stati Uniti d'America tra il 1994 e il 1995.
In Italia viene trasmessa dal 26 luglio al 30 agosto 1995 su Canale 5. 
| nº | Titolo originale          | Titolo italiano                  | Prima TV USA      | Prima TV Italia |
| -- | ------------------------- | -------------------------------- | ----------------- | --------------- |
| 1  | Fran-Lite                 | La sindrome del vedovo           | 12 settembre 1994 | 28 luglio 1995  |
| 2  | The Playwright            | La brutta al ballo               | 19 settembre 1994 | 26 luglio 1995  |
| 3  | Everybody Needs a Buddy   | L'ospite è come il pesce...      | 26 settembre 1994 | 2 agosto 1995   |
| 4  | Material Fran             | L'amica miliardaria              | 3 ottobre 1994    | 1º agosto 1995  |
| 5  | Curse of the Grandmas     | Primo anniversario               | 10 ottobre 1994   | 31 luglio 1995  |
| 6  | The Nanny Napper          | La ladra di bambini              | 17 ottobre 1994   | 3 agosto 1995   |
| 7  | A Star Is Unborn          | Fallimento fallito               | 24 ottobre 1994   | 27 luglio 1995  |
| 8  | Pinske Business           | Scambio di persona               | 31 ottobre 1994   | 4 agosto 1995   |
| 9  | Stock Tip                 | Investimenti incauti             | 7 novembre 1994   | 8 agosto 1995   |
| 10 | The Whine Cellar          | Intrappolate in cantina          | 14 novembre 1994  | 10 agosto 1995  |
| 11 | When You Pish Upon a Star | Il ragazzino più amato d'America | 21 novembre 1994  | 9 agosto 1995   |
| 12 | Take Back Your Mink       | La pelliccia rifiutata           | 21 novembre 1994  | 7 agosto 1995   |
| 13 | The Strike                | Lo sciopero                      | 28 novembre 1994  | 11 agosto 1995  |
| 14 | I've Got a Secret         | Un segreto misterioso            | 12 dicembre 1994  | 15 agosto 1995  |
| 15 | Kindervelt Days           | Rivali al ballo                  | 2 gennaio 1995    | 14 agosto 1995  |
| 16 | Canasta Masta             | Campionesse di canasta           | 9 gennaio 1995    | 16 agosto 1995  |
| 17 | The Will                  | Una dieta rigorosa               | 16 gennaio 1995   | 17 agosto 1995  |
| 18 | The Nanny Behind the Man  | Il fascino della terza età       | 23 gennaio 1995   | 18 agosto 1995  |
| 19 | A Fine Friendship         | Amicizie a sorpresa              | 6 febbraio 1995   | 21 agosto 1995  |
| 20 | Lamb Chop's on the Menu   | Zampetta d'agnello è servita     | 13 febbraio 1995  | 22 agosto 1995  |
| 21 | Close Shave               | Scampato pericolo                | 20 febbraio 1995  | 23 agosto 1995  |
| 22 | What the Butler Sung      | Quando il maggiordomo canta      | 27 febbraio 1995  | 24 agosto 1995  |
| 23 | A Kiss Is Just A Kiss     | Un bacio è solo un bacio         | 3 maggio 1995     | 29 agosto 1995  |
| 24 | Strange Bedfellows        | Strani compagni di letto         | 8 maggio 1995     | 30 agosto 1995  |
| 25 | The Chatterbox            | Il mago del capello              | 15 maggio 1995    | 25 agosto 1995  |
| 26 | Fran Gets Mugged          | Guardia e ladro                  | 23 maggio 1995    | 28 agosto 1995  |

## La sindrome del vedovo
- Titolo originale: Fran-Lite
- Diretto da: Lee Shallat
- Scritto da: Janis Hirsch

### Trama
È il primo giorno di scuola. Francesca e Niles possono godere di un po' più di tempo libero. Mentre si gustano una rivista di gossip, i due vengono a sapere che il signor Sheffield è alla terza posizione nella classifica degli scapoli più ambiti. Francesca capisce che Maxwell avrebbe bisogno di uscire e magari di legarsi ad una donna e lo stimola ad andare con lei e Lalla in un night club. L'uomo sarà l'unico a riuscire ad entrare in un club esclusivo e lì vi incontra Leslie, una ragazza molto simile, fisicamente e nella gestualità, a Francesca. La somiglianza tra le due è ben chiara a tutti, meno che a Francesca e Maxwell. Il signor Sheffield esce un paio di volte con Leslie, ma poi chiude il rapporto perché comprende che alla donna manca qualcosa (ossia non è Francesca). Nel frattempo Brighton entra in crisi perché i suoi nuovi compagni hanno delle misure maggiori delle sue; sia Francesca che Maxwell si convincono si tratti delle misure del pene, ma poi comprendono si tratta solo d'altezza. Francesca rassicura il piccolo Sheffield: presto crescerà anche lui.

## La brutta al ballo
- Titolo originale: The Playwright
- Diretto da: Gail Mancuso
- Scritto da: Lisa Medway

### Trama
Brighton sta preparando una ricerca per la scuola con una sua compagna, Brooke, che è un po' bruttina e sbeffeggiata dall'intera scuola. La ragazzina gli rivela da subito che vorrebbe andare al ballo della scuola con lui, ma il piccolo Sheffield è riluttante. Francesca, però, gli consiglia di invitarla, per non offenderla; Brighton è costretto ad accettare e Francesca, che ha convinto il ragazzo in un taxi è costretta ad uscire con il taxista, che è un suo ex vicino di casa che in gioventù aveva sempre rifiutato. Geoffrey, il taxista, è un uomo molto strano, che cerca in tutti i modi di conquistare la tata. Francesca, anche se molto cortesemente, lo rifiuta sempre, fino a che lui, all'ennesimo rifiuto, tenta di lanciarsi dalla finestra del ristorante in cui stavano mangiando. Per fermarlo Francesca è costretta a chiedere aiuto al signor Sheffield, facendogli leggere una sceneggiatura che Geoffrey ha scritto. La sceneggiatura piace a Maxwell, che decide di produrla. L'appuntamento di Brighton, intanto, si rivela un'autentica sorpresa: al momento della partenza per il ballo, infatti, Brooke si mostrerà molto cambiata, diventando una ragazza attraente, che colpirà molto Brighton.

## L'ospite è come il pesce...
- Titolo originale: Everybody Needs a Buddy
- Diretto da: Lee Shallat
- Scritto da: Diane Wilk

### Trama
Incitata da zia Assunta, Francesca è costretta a chiedere al signor Sheffield di dare ospitalità a zia Yetta, sfollata dalla sua casa di riposo per una settimana. Maxwell, anche se titubante, accetta. La convivenza si rivela da subito molto difficile, in quanto l'anziana è un po' eccentrica: Yetta dispensa consigli imbarazzanti ai piccoli Sheffield, e porta anche il suo amante in casa. Nel frattempo Maggie frequenta Greg. Il ragazzo sembra avere buone intenzioni con la giovane, ma Maxwell è molto in ansia per questa relazione, anche a causa dei consigli di Ietta e della cattiva influenza che ha sui suoi figli. Ciò nonostante Maggie chiude la relazione, perché non desidera una relazione stabile al momento.

## L'amica miliardaria
- Titolo originale: Material Fran
- Diretto da: Lee Shallat
- Scritto da: Eileen O'Hare

### Trama
A un ricevimento organizzato da Maxwell e C.C. Francesca incontra Catherine, una sua ex collega venditrice di cosmetici. La donna è molto cambiata, in quanto ha sposato un uomo molto ricco che l'ha fatta entrare nell'alta società. Francesca si fa convincere ad uscire con un socio del marito di Catherine, anche se la tata non è molto convinta. Emozionata per l'appuntamento, Francesca viene delusa quando vede Tim: l'uomo è un settantenne, anche se dal grande fascino. L'uscita è comunque un successo, e Tim comincia a riempire Francesca di molti regali, portandola anche in grandi ristoranti e a Parigi. La tata, però, ha subito modo di capire che per Tim lei non è altro che una bella ragazza da sfoggiare in occasione di uscite mondane e nei viaggi, quando in realtà lei vorrebbe una relazione alla pari, con una persona con la quale può condividere gli stessi interessi e che abbia la curiosità di sapere cosa lei pensa, Francesca chiude così la relazione. Finché la tata fa questo discorso a Lalla, il signor Sheffield chiede consiglio alla Cacace su come far andare ad un concerto Maggie, aggiungendo quanto gli interessa la sua opinione. Apparentemente nessuno sembra accorgersi quanto Maxwell sia simile al tipo di uomo che Francesca sta cercando. La cosa si ripete la sera del concerto, quando, entrambi sono storditi dal musica della band e vanno a mangiare qualcosa, dividendosi il cibo e dichiarando di avere gli stessi gusti. In quel momento, inoltre, Francesca e Maxwell vedono Tim, in compagnia di C.C.. In questi giorni Grace è un po' in crisi perché deve partecipare ad un pigiama party, ma ha paura perché teme di non riuscire a staccarsi dal suo orsacchiotto di peluche, Francesca le consiglia di portarlo alla festa, ma Grace si convince di doverci rinunciare perché teme di essere presa in giro; la tata, allora, la convince a staccarsi dall'orsacchiotto. Il giorno della festa, però, Grace ha modo di osservare che tutte le amiche sono accompagnate dal loro peluche preferito.

## Primo anniversario
- Titolo originale: Curse of the Grandmas
- Diretto da: Lee Shallat
- Scritto da: Eric Cohen

### Trama
Francesca è diventata la capo scout del gruppo dei pettirossi, di cui fa parte anche Grace. Con le piccole Francesca va a trovare gli anziani all'ospizio, ogni bambina sceglie una signora per farle compagnia, l'anziana scelta da Grace, però, muore. La stessa sorte viene riservata alla sua seconda donna scelta. Grace si convince così di portare sfortuna, ma, per farle capire che non è così, Francesca chiede a zia Ietta di sceglierla come sua compagnia. In questi giorni ricorre anche il primo anniversario dall'arrivo di Francesca dagli Sheffield. Maggie e Brighton si organizzano per farle un regalo, mentre invece il signor Sheffield non lo ricorda nemmeno. Francesca, sbagliando, crede che l'uomo voglia organizzarle una festa quando le chiede di rimanere libera per il weekend. Maxwell, invece, deve partecipare ad una premiazione con C.C. e vorrebbe che Francesca badasse ai ragazzi. Quando la tata viene a saperlo ne rimane ferita. Niles, a piccole dose, rivela la verità al signor Sheffield, che, per farsi perdonare, al momento della premiazione, ringrazia pubblicamente Francesca per il suo lavoro e le augura buon anniversario.

## La ladra di bambini
- Titolo originale: The Nanny Napper
- Diretto da: Lee Shallat
- Scritto da: Rick Shaw e Jayne Hamil

### Trama
Mentre è in metropolitana con i piccolo Sheffield, Francesca, per essere cortese, prende in braccio il bimbo di una donna russa che era carica di bambini e altri pesi in braccio. A causa della grossa calca, però, la donna viene scaraventata fuori dal treno alla prima stazione, e Francesca, che in quel momento era distratta dagli Sheffield e dal neonato, si convince che la donna abbia abbandonato il figlio. La tata porta il piccolo in casa Sheffield, intenzionata, quanto prima, ad andare alla polizia. La città, però, è in subbuglio a causa del Gay pride e una processione religiosa che rendono impossibile raggiungere la stazione di polizia. Mentre sta cambiando il piccolo, Francesca viene a sapere dal notiziario di essere ricercata per rapimento. La tata si reca così al distretto di polizia insieme al signor Sheffield. Qui la donna viene schedata, prima dell'arrivo della madre del piccolo. Francesca cerca di far capire alla madre del piccolo, che si esprime solo in lingua russa, che il suo non è un rapimento. L'equivoco viene risolto solo grazie alla comune passione delle due per la soap opera Febbre d'amore.

## Fallimento fallito
- Titolo originale: A Star Is Unborn
- Diretto da: Gail Mancuso
- Scritto da: Pamela Eells e Sally Lapiduss

### Trama
Un regista che lavora con Maxwell, Philip, si infatua della genuinità di Francesca e la sceglie come Giulietta nella rivisitazione teatrale della tragedia Romeo e Giulietta. Il signor Sheffield è contrario a questo ingaggio, perché vorrebbe che Francesca si occupasse dei suoi figli e perché non crede nel suo talento di attrice e litigano anche in maniera molto aspra; ciò nonostante l'aiuta ad imparare la parte, i due sono talmente coinvolti nella recitazione che si scambiano anche un bacio appassionato, sotto gli occhi imbarazzati di C.C.. Il fatto non avrà conseguenze. Poco dopo C.C. viene a sapere che Philip ha scelto Francesca per la parte di Giulietta perché spera in un fiasco, non avendo abbastanza denaro per proseguire con la tournée, Maxwell ne è entusiasta e dispiaciuto allo stesso tempo. La tata si renderà conto da sola che il lavoro d'attrice non fa per lei, e abbandona lo spettacolo.

## Scambio di persona
- Titolo originale: Pinske Business
- Diretto da: Lee Shallat
- Scritto da: Alan R.Cohen e Alan Freedland

### Trama
Il signor Sheffield sta per mandare in scena uno degli spettacoli a cui tiene di più. Zia Assunta e le amiche, che hanno visto il famoso ballerino Ben Veeren a casa Sheffield, decidono di finanziare lo spettacolo. Altro finanziatore sembra essere Charles Haste, un imprenditore che si occupa di immondizia. L'uomo, che è stato reclutato da C.C., vuole finanziare solo se ad occuparsi di tutto sarà una donna, ed ecco perché C.C. tiene molto a questo investitore. Charles, che aveva sentito la Babcock solo per telefono, però, viene aggredito da C.C. quando tenta di salire nel taxi che aveva chiamato lei. Per non mandare a monte il finanziamento, così, Francesca si finge C.C. all'incontro che la donna avrebbe dovuto avere con Haste. L'uomo è subito affascinato da lei e, durante una serata organizzata tra loro, Charles chiede a Francesca/C.C. di abbandonare Maxwell e lasciare che siano loro due a gestire lo spettacolo. Francesca, che non sa che il signor Sheffield sta ascoltando la conversazione, difende l'operato di Maxwell. L'investitore viene così perso e Maxwell decide di autofinanziarsi lo spettacolo.
- Guest star: Ben Vereen (sé stesso), Wallace Shawn (Charles Haste)

## La pelliccia rifiutata
- Titolo originale: Take Back Your Mink
- Diretto da: Lee Shallat
- Scritto da: Fran Drescher e Peter Marc Jacobson

### Trama
Francesca riceve in eredità una pelliccia di visone dalla sua defunta zia, Freida. La tata però vuole sostenere la causa ambientalista di Maggie e rifiuta l'eredità. Il fatto non viene accettato da zia Assunta che finisce per litigare pesantemente con la nipote. Le cose verranno poi sistemate grazie ad una cena organizzata da Maxwell in casa Sheffield e la pelliccia viene venduta a C.C.. Nel frattempo Maggie chiede al padre il permesso di andare ad una maratona notturna indetta dagli animalisti, ma il permesso le viene negato; Grace, invece, è alle prese con una famiglia di criceti. Il maschio criceto si chiama Signor Sheffield, la femmina Francesca e i piccoli Maggie, Brighton e Grace.

## Investimenti incauti
- Titolo originale: Stock Tip
- Diretto da: Lee Shallat
- Scritto da: David M.Matthews, Rob Schwartz e Bill Lawrence

### Trama
Mentre è al supermercato con Grace, Francesca incontra Glen, un uomo molto attraente con il quale lega fin dall'inizio. Quando la va a prendere per il loro primo appuntamento, l'uomo fa subito amicizia con il signor Sheffield, tanto da trascurare Francesca.
Maxwell si fa convincere da Glen ad investire in borsa. Poco dopo, però, Francesca scopre che in realtà l'uomo è un venditore di hot dog e cerca di avvertire C.C., che è anche la consulente patrimoniale di Sheffield, della truffa che stanno per subire. La Babcock, però, troppo gongolante per ciò che Francesca sta contribuendo a fare, non lo avverte e la tata è costretta a travestirsi da uomo per entrare nel club esclusivamente maschile nel quale Maxwell deve incontrare Glen per l'investimento. Per fortuna il piano di Francesca va a buon fine, e il denaro di famiglia è salvo.

## Intrappolate in cantina
- Titolo originale: The Whine Cellar
- Diretto da: Lee Shallat
- Scritto da: Eileen O'Hare

### Trama
In casa Sheffield si festeggia il compleanno della mamma di Francesca, Zia Assunta assume le sue veci, visto che la donna è in Italia e non sarà presente. La festa avrà per ospiti tutti i componenti della famiglia Cacace e gli Sheffield, con la sola esclusione di Maxwell che sarà fuori città con C.C.. Poco prima della partenza, però, mentre prende un vino con cui avrebbe festeggiato con Maxwell, C.C. rimane chiusa in cantina. Poco dopo anche Francesca arriva, e, chiudendo la porta, rimane anch'ella intrappolata. La convivenza forzata porta le due donne a diventare un po' più intime, Francesca si occupa della capigliatura di C.C., mentre la Babcock confida alla tata che è da molto infatuata di Maxwell e che non riesce ad uscire con nessun altro uomo. Francesca non è affatto sorpresa della confidenza, anche a lei piace molto il signor Sheffield, anche se continua a frequentare altri uomini, pur non ritenendoli alla pari del suo principale. Le due donne vengono liberate da Maxwell, che non è partito perché preoccupato dall'assenza di C.C.

## Il ragazzino più amato d'America
- Titolo originale: When You Pish Upon a Star
- Diretto da: Lee Shallat
- Scritto da: Diane Wilk

### Trama
C.C. convince Maxwell ad ingaggiare Jack Walker per il ruolo di Oliver Twist nella loro nuova rappresentazione teatrale. L'attore è un giovanissimo ragazzo, che viene ospitato in casa Sheffield fino all'arrivo dei suoi genitori. Il giovane si rivela, sin dal suo arrivo, un ragazzo molto vanitoso, intrattabile e troppo audace con le donne. Francesca gli fa subito capire che il suo comportamento non è adatto ad un ragazzo della sua età, e cerca di convincerlo ad abbandonare la carriera d'attore per dedicarsi alla sua infanzia. Jack è molto colpito dalla conversazione avuta con la tata, e decide di abbandonare lo spettacolo per dedicarsi alla sua vita. Quando Maxwell lo viene a sapere va su tutte le furie e ordina a Francesca di convincere il giovane a non recidere il contratto. Nonostante gli sforzi, però, Jack rimane della sua idea e lascia casa Sheffield. Poco dopo la sua partenza, al telegiornale, Francesca e Maxwell vengono a sapere che Jack ha ripreso i contatti con la sitcom di cui era protagonista, sganciando un contratto record e lasciando il teatro. Maxwell, per forza di cose, si arrabbia moltissimo.
- Guest star: Bob Barker (sé stesso)

## Lo sciopero
- Titolo originale: The Strike
- Diretto da: Lee Shallat
- Scritto da: Janis Hirsch

### Trama
Alla vigilia della prima di uno spettacolo teatrale del signor Sheffield, quest'ultimo e Francesca litigano per via di Brighton che dopo aver ricevuto un rifiuto dalla tata per uscire a mangiare una pizza in un posto lontano, ha ottenuto con l'inganno il permesso dal padre. Saputa tutta la verità, Brighton viene messo in punizione. Alla prima dello spettacolo teatrale Francesca si rifiuta di partecipare perché all'entrata vi sono degli scioperanti e lei vuole essere loro solidale. Mentre Maxwell cerca di convincerla ad entrare, trascinandola, i due vengono fotografati dalla stampa. La foto ha molta eco, tanto che il signor Sheffield e C.C. vengono ospitati al talk show di Sally Jessy Raphaël. Mentre cercano di sistemare all'immagine negativa che il signor Sheffield ha dato del suo interesse per la causa dei lavoratori, Francesca viene chiamata in causa, trasformando l'ospitata in un duello tra lei e il signor Sheffield, vinto puntualmente dalla Cacace.
- Guest star: Sally Jessy Raphaël (sé stessa)

## Un segreto misterioso
- Titolo originale: I've Got a Secret
- Diretto da: Lee Shallat
- Scritto da: Eric Cohen

### Trama
In casa Sheffield si nasconde una celebrità convalescente dopo un intervento di chirurgia estetica. Nessuno, tranne Maxwell e Niles, è a conoscenza della vera identità del personaggio. Francesca cerca in ogni modo di farsi dire da Sheffield chi si nasconde in casa loro, ma la verità verrà detta dalla stessa celebrità nascosta dalle varie fasce post operazione: è Cher. Francesca cerca in ogni modo di non far trapelare la notizia, ma, tramite dei giri di parole velatamente involontari, la tata rivela tutto a Lalla. In seguito la stampa si presenta a casa Sheffield, e Maxwell s'infuria con la tata per aver fatto uscire la notizia. Con uno stratagemma ideato da Francesca (al posto di Cher si presenta alla stampa il cugino Giacomo travestito da Cher), Cher riesce a lasciare l'abitazione degli Sheffield. Poco dopo si viene a sapere che ad informare la stampa è stato un amico di Maxwell, che ha voluto vendicarsi dell'uomo perché, in passato, aveva rivelato un suo flirt.
- Guest Star: Rachel Chagall (Val Toriello), Heidi Thompson (persona bendata), Marvin Nathan (Cugino Ira), Roger Kern (Raymond Turnboat)

## Rivali al ballo
- Titolo originale: Kindervelt Days
- Diretto da: Lee Shallat
- Scritto da: Frank Lombardi e Dana Reston

### Trama
Francesca deve partecipare al ballo della famiglia ciociara, ma è preoccupata perché dovrà incontrare Julia Andrei, la sua rivale di gioventù, che l'ha sempre criticata. Su consiglio di Lalla, la tata chiede al signor Sheffield di accompagnarla, ma lui non ne sembra molto entusiasta. I ragazzi, per aiutarla, la iscrivono ad un concorso in cui si vince una cena con una star: Francesca vince una serata con Erik Estrada. La donna decide così di farsi accompagnare da lui alla festa. Il signor Sheffield, che nel frattempo si era convinto ad accompagnarla, rimane male quando vede la tata uscire con la star.
Quella sera Francesca sarà osannata, ma Estrada se ne va prima dell'arrivo di Julia, facendo preoccupare molto la Cacace. All'arrivo della sua nemica, però, ecco giungere anche il signor Sheffield, che si presenta a Julia come il fidanzato di Francesca, mentre invece il compagno di Julia si rivelerà una copertura, in quanto l'uomo è un attore gay amico della donna. Francesca, ormai libera delle vessazioni di Julia, si può godere un ballo in compagnia del signor Sheffield.
- Guest Star: Erik Estrada (sé stesso)

## Campionesse di canasta
- Titolo originale: Canasta Masta
- Diretto da: Lee Shallat
- Scritto da: Dana Reston e Frank Lombardi

### Trama
Maxwell è un po' adirato perché il figlio Brighton non ha nessun interesse per gli sport di squadra. In seguito ad una deludente partita di baseball, Francesca si fa accompagnare dal giovane da zia Assunta. Qui lei, la zia e zia Yetta hanno modo di constatare la bravura di Brighton nel gioco della canasta. Le due zie convincono Francesca a chiedere al signor Sheffield di far partecipare Brighton al torneo di canasta, considerando che la loro quarta partecipante non potrà essere presente al torneo. Maxwell è molto riluttante all'entrata in squadra del figlio, ma, come al solito, Francesca lo convince. Poco dopo, Luisa, la quarta in squadra, rientra nel torneo e Francesca viene esclusa dalla squadra. La tata ci rimane malissimo. Giunti ad Atlantic City, il luogo del torneo, Brighton si ritira dal torneo per far partecipare Francesca. Qui, in un casinò, Francesca incontra Steve Lawrence e Eydie Gormé e li scambia per dei loro sosia, dando loro anche consigli sul loro modo di interpretare le canzoni.
- Guest Star: Steve Lawrence (sé stesso), Eydie Gormé (sé stesso)

## Una dieta rigorosa
- Titolo originale: The Will
- Diretto da: Randy Bennett
- Scritto da: Fran Drescher, Peter Marc Jacobson e Robbie Schwartz

### Trama
Il signor Sheffield è sottoposto ad una visita di routine e successivamente invita a cena un importante finanziatore. L'uomo è sottoposto ad una dura dieta per via di alcuni problemi cardiaci e Francesca trova in cucina degli appunti su cosa preparare all'ospite per non provocargli un infarto. Francesca mal interpreta quel documento e, collegandolo alla visita medica e alla richiesta del suo datore di lavoro di poterla includere nel suo testamento come tutrice dei suoi figli, la donna si convince che il signor Sheffield sia vicino alla morte. La Cacace è molto rattristata dall'eventualità di perdere il suo datore di lavoro e alla cena per il finanziatore cerca in ogni modo di evitare che il signor Sheffield ingerisca del cibo ipercalorico o che gli procuri dei malesseri, finendo per rifilare il cibo malsano all'ospite cardiopatico.
Il finanziatore finisce all'ospedale e Francesca viene così a sapere il malinteso di cui si è resa vittima. Nel frattempo una delle amichette di Grace si invaghisce di Brighton. Francesca consola Grace, che si sente trascurata e convince Brighton a usare l'interesse della sua pretendente per i suoi scopi.

## Il fascino della terza età
- Titolo originale: The Nanny Behind the Man
- Diretto da: Lee Shallat
- Scritto da: Jerry Perzigian, Rob Lotterstein e Ellen Idelson

### Trama
Dakota Williams, un importante drammaturgo, viene invitato a casa Sheffield per discutere dell'acquisto dei diritti del suo nuovo dramma per uno spettacolo teatrale prodotto da Maxwell e C.C.. L'uomo, che fino ad ora aveva lavorato solo con Andrew Lloyd Webber, è un'importante occasione di crescita e arricchimento e Maxwell, conoscendo quanto a Williams piacciono le donne, progetta di invitare una modella a cena per convincerlo meglio; Francesca, però, chiedendo la descrizione di Williams, capisce che all'uomo serve una donna diversa e si offre di trovargli una degna accompagnatrice, il signor Sheffield si lascia convincere. Alla cena si scopre che l'accompagnatrice è Yetta. La cosa getta Maxwell e C.C. nello sconforto, ma la serata si rivelerà un successo e Williams firma il contratto con Sheffield. Il giorno dopo, però, Yetta rivela a Maxwell che Dakota è in crisi produttiva da diversi anni e il signor Sheffield capisce di dover cercare in tutti modi di stracciare il contratto; Francesca convince Yetta a lasciare il suo nuovo spasimante e l'uomo, deluso, chiude i rapporti anche con Maxwell. Poco dopo, però, C.C. viene a sapere che Williams, a causa della delusione amorosa ricevuta, ha ritrovato l'ispirazione e ha firmato un contratto milionario con Webber. Maxwell va su tutte le furie. Nel frattempo Grace scrive una lettera al Presidente Clinton, ricevendo, come risposta, la visita del fratello Roger.
- Guest star: Roger Clinton (sé stesso)

## Amicizie a sorpresa
- Titolo originale: A Fine Friendship
- Diretto da: Lee Shallat
- Scritto da: Eileen O'Hare, Kristen Vensel, Bill Marich e Rich Ross

### Trama
Un amico di Grace, Willy, la va a trovare insieme alla sua tata: Kirk. L'uomo, che Francesca identifica subito come gay, fa con lei ben presto amicizia, diventando il suo consulente estetico. Mentre si cambia per andare con lui al cinema, però, Kirk la bacia con passione. Francesca capisce quindi di essersi sbagliata e comincia con lui una relazione. Il signor Sheffield non vede di buon occhio la relazione e cerca di screditare Kirk agli occhi di Francesca. Il suo atteggiamento risulta allo stesso Maxwell incomprensibile; Niles cerca di fargli capire, con una metafora, che il suo disappunto potrebbe essere dovuto a un suo interesse per la tata, ma Maxwell non comprende. A causa delle confidenze scambiate precedentemente alla loro unione, Francesca non vede molti stimoli nella sua nuova relazione, e lascia Kirk; il signor Sheffield le rivela che non è affatto dispiaciuto e lei gli risponde dicendogli che se non lo conoscesse penserebbe che fosse geloso. La conversazione finisce con una risata. Mal interpretando una conversazione tra Kirk e Francesca, Grace e Will si convincono di aspettare un figlio e si preoccupano molto della cosa, ma, quando lo viene a sapere, Francesca li rassicura sull'impossibilità di questa eventualità.

## Zampetta d'agnello è servita
- Titolo originale: Lamb Chop's on the Menu
- Diretto da: Lee Shallat
- Scritto da: Frank Lombardi e Dana Reston

### Trama
C.C. è occupata per qualche giorno e lascia il suo cane Castagna agli Sheffield, Francesca si offre di occuparsene personalmente. Nello stesso periodo arriva a casa Sheffield anche Shari Lewis, una famosa ventriloqua ingaggiata da Maxwell per il suo prossimo spettacolo. La donna si presenta a casa con il suo pupazzo parlante: Zampetto d'agnello. Il pupazzo, una pecorella, si rivela da subito un tipo divertente e pungente. Per qualche giorno Zampetta d'agnello e la Lewis vengono ospitati da Maxwell, ma, durante un riposino, il pupazzo sparisce e Francesca capisce che Castagna l'ha divorato perché trova della lana sparsa per casa. La tata viene da subito incolpata per il terribile evento e Shari Lewis straccia il contratto con Maxwell. Successivamente, però, Niles ritrova Zampetta d'agnello nel cesto della biancheria, in discrete condizioni. Il pupazzo si riappacifica quindi con Maxwell, che lo reingaggia.
- Guest Star: Shari Lewis (sé stessa)

## Scampato pericolo
- Titolo originale: Close Shave
- Diretto da: Dorothy Lyman
- Scritto da: Elliot Stern

### Trama
Francesca, stanca che Maggie chieda continuamente soldi al padre, consiglia al signor Sheffield di convincere la figlia a trovarsi un lavoro socialmente utile. La ragazza viene inserita in ospedale, dove farà l'infermiera volontaria. La ragazza, che da qualche tempo frequenta il giovane Peter, è molto coinvolta dal nuovo lavoro. A causa di un concerto di cui possiede già i biglietti, però, la ragazza è costretta a chiedere a Francesca di sostituirla per una sera al lavoro mentre lei va al concerto. La tata, anche se riluttante, accetta. La sera della sostituzione, dopo giorni di malesseri causati anche dalle prove di cucina di C.C., Maxwell viene ricoverato per un attacco di appendicite; Francesca cerca in ogni modo di non farsi riconoscere, dato che aveva nascosto tutto al signor Sheffield, anche se è costretta a rasare i peli del pube dell'uomo mentre lui è semi incosciente a causa dell'anestesia. Dopo la dimissione dell'ospedale il signor Sheffield racconta a Francesca di aver fatto degli strani sogni durante l'anestesia, ma lei cerca di minimizzare, per poi far riaffiorare tutto nella memoria del suo datore di lavoro non appena lei mette della panna nella sua torta.
- Guest Star: Christina Pickles (dottoressa a cui fa riferimento Maggie), Steven Anderson (Peter)

## Quando il maggiordomo canta
- Titolo originale: What the Butler Sung
- Diretto da: Lee Shallat
- Scritto da: Diane Wilk

### Trama
Niles, di cui si scoprono delle incredibili noti canore, viene ingaggiato da Maxwell e C.C. per un provino con dei finanziatori per un nuovo spettacolo teatrale. Dato che l'uomo sarà impegnato nella preparare il suo provino, Francesca chiede a sua cugina Nadia di occuparsi della cucina per l'occasione. La donna, in crisi con il marito, viene ospitata per qualche giorno in casa Sheffield. Nadia si rivela da subito una donna molto intraprendente, che cerca anche di imitare e prendere ciò che appartiene alla cugina. Quando poi la cugina chiede alla tata se tra lei e il signor Sheffield c'è del tenero, e si sente rispondere di no, la donna decide di conquistarlo. Nadia prepara per Maxwell diverse leccornie, e, prima di coricarsi, si presenta nella sua camera da letto. Francesca la scopre e la ferma. Durante il provino di Niles, Barry, il marito di Nadia, viene chiamato da Francesca affinché riporti a casa la moglie. I due coniugi hanno uno scontro sedato da Francesca, a cui assistono anche i vari finanziatori, ma poi si riappacificano. Niles non piace ai finanziatori, che decidono invece di puntare sul trio Barry-Francesca-Nadia.

## Un bacio è solo un bacio
- Titolo originale: A kiss is just a kiss
- Diretto da: Dorothy Lyman
- Scritto da: Eileen O'Hare

### Trama
Maggie decide di iscriversi ad una gara di baci, con lo scopo di comparire sulla copertina del nuovo album musicale di Billy Ray Cyrus. Il signor Sheffield e il nuovo ragazzo di Maggie, Shawn, non sono d'accordo sulla scelta della giovane, ma Francesca convince il suo datore di lavoro, dicendogli che la gara allontanerà Maggie da Shawn. Maggie convince anche Francesca a partecipare, e la donna vince la gara, tra lo stupore della giovane e di Maxwell, che non crede alla legalità della gara. Francesca, per convincerlo delle sue capacità di baciatrice, lo bacia con passione. Maxwell ne rimane colpito ma si scontra comunque con Francesca perché apparire nella copertina di un album musicale rovinerebbe la sua immagine di tata, Francesca ammette che non aveva comunque intenzione di accettare. Giunta da Cyrus per rifiutare il suo ingaggio, però, Francesca viene a sapere dall'agente della star che Billy Ray era interessato ad avere una donna non più giovanissima nella copertina, per non apparire troppo vecchio. Per Francesca è colpo durissimo, che la fa deprimere, consolandosi con il cibo. La vera consolazione, però, arriverà grazie a delle dolci parole di Maxwell, che le rivela che nessuna donna l'aveva mai baciato nel modo in cui l'ha baciato lei. Intanto C.C. viene a sapere il motivo della vittoria della Cacace alla gara dei baci, e non ne rimane sorpresa, e, mentre spiega cos'è per lei un bacio, presa dall'impeto bacia Niles. Il bacio schiocca entrambi e li lascia profondamente schifati, considerando il forte disprezzo che nutrono l'uno per l'altra.
- Guest Star: Billy Ray Cyrus (sé stesso), David Carpenter (manager di Billy Ray Cyrus), Scott Whyte (Shawn), Rochelle Bond (Pamela Chapman)

## Strani compagni di letto
- Titolo originale: Strange Bedfellows
- Diretto da: Dorothy Lyman
- Scritto da: Dana Reston e Frank Lombardi

### Trama
Un'amica di Francesca, Monya, tata anche lei, va in pensione. Francesca e altre amiche la incontrano al parco per darle qualche regalo ma ben presto si rendono conto che Monya è frustrata dall'addio al suo lavoro perché sente di non aver costruito nulla. Monya è diventata tata per caso, si è ingrassata a causa della cucina del maggiordomo di casa, la sua stanza sta per essere trasformata in una sauna e lei sta per trasferirsi a casa della zia e dovrà condividere il letto con un'altra zia quasi centenaria. Francesca è molto colpita dalla vicenda dell'amica, anche perché ha molti aspetti comuni con i suoi. Alla festa di pensionamento di Monya, Francesca torna a casa ubriaca e, per errore, si infila nel letto del signor Sheffield, che dorme profondamente a causa degli antibiotici per il raffreddore di cui è affatto da qualche giorno. Il giorno successivo Niles vede la tata e il suo datore di lavoro dormienti nello stesso letto, e, per farle l'ennesimo scherzo, convince C.C. a svegliare Maxwell, di modo che sarà lei a trovare lui e Francesca nel letto. I due vengono svegliati dalle urla della Babcock. L'aver passato la notte nello stesso letto imbarazza molto sia Francesca che Maxwell, che comunque si convincono di aver solo dormito insieme. Successivamente Niles spiega al signor Sheffield quanto Francesca si senta preoccupata per il suo futuro, essendo ormai convinta che il suo destino sarà uguale a quello di Monya; Maxwell così consola la tata, assicurandole che si prenderà sempre cura di lei, e le regala un appartamento. Francesca, anche se inizialmente delusa, ne è contenta. A fine giornata Monya si presenta a casa Sheffield vestita da sposa e rivela a Francesca che il suo datore di lavoro l'ha chiesta in sposa e che persino la sauna che stava costruendo nella sua stanza era per lei.
- Guest Star: Tyne Daly (Monya)

## Il mago del capello
- Titolo originale: The Chatterbox
- Diretto da: Lee Shallat
- Scritto da: Fran Drescher, Peter Marc Jacobson, Robert Sternin e Prudence Fraser,

### Trama
Maggie compie 16 anni e per l'occasione decide di cambiare il suo look, Francesca l'accompagna "Al Contropelo", un negozio di parrucchiere gestito da Mr. Anthony, che è spesso frequentato da lei e la sua famiglia. Prima di recarsi dal parrucchiere, la tata fa amicizia con Mary Ruth, una ragazza sconclusionata che ha fallito un'audizione in casa Sheffield. Francesca accompagna la nuova amica nel negozio di parrucchiere e cerca di convincere Anthony ad assumerla come sciampista. Anthony dà una possibilità alla ragazza, che si ambienta bene nel nuovo luogo di lavoro, facendo amicizia con l'estetista Kim e il parrucchiere Claude. Mary Ruth fa conoscenza anche con Milo, il figlio di Mr. Anthony. Il giovane è un tredicenne deriso dai coetanei che è stato costretto dal padre a denigrare la madre. Mary Ruth, che da subito capisce gli sbagli di Mr. Anthony con il figlio, sistema le cose. Nel frattempo Francesca litiga con zia Assunta, che voleva offrirsi come sciampista al negozio di Mr. Anthony, ma Francesca le ha fatto perdere l'opportunità per via di Mary Ruth. La tata si scontra anche con Sheffield quando l'uomo scopre che Maggie porta una parrucca nera molto provocante, Francesca convince la ragazza a non indossarla alla festa del suo compleanno e la tiene per sé, il signor Sheffield, vedendola con quella parrucca, la invita a mangiare un gelato e al cinema.
- Guest star: Tracy Nelson (Mary Ruth), Patrick Cassidy (Mr.Anthony), Edward Hibbert (Claude), Lauren Tom (Kim), J.D. Daniels (Milo), Renée Taylor (zia Assunta), Ann Morgan Guilbert (zia Yetta)
- Questo episodio è il risultato di un tentativo fallito di creare uno spin-off della serie, che avrebbe dovuto intitolarsi The Chatterbox. Lo spin-off avrebbe dovuto svilupparsi nel caso in cui La tata non fosse stato riconfermato per una terza stagione, fatto che poi non si è verificato. Alla fine della seconda stagione, infatti, Fran Drescher non nascose la preoccupazione per una non riconferma della serie per una successiva stagione. Poiché la serie è stata poi confermata per una terza stagione, questo episodio pilota è stato programmato come penultimo episodio della seconda stagione.

## Guardia e ladro
- Titolo originale: Fran Gets Mugged
- Diretto da: Lee Shallat
- Scritto da: Jayne Hamil e Rick Shaw

### Trama
Maxwell ha ereditato da uno zio un antico documento appartenente a William Shakespeare. 
Francesca è riuscita a convincere Brighton ad andare dall'oculista per indossare degli occhiali, il signor Sheffield le consiglia di prendere l'auto per recarsi dall'oculista, ma Francesca preferisce andare a piedi e, sotto richiesta del suo datore di lavoro, si porta anche la lista della spesa, ma per errore prende invece il prezioso Shakespeare. Passando per Central Park Francesca viene scippata, e così anche l'importante documento di Maxwell viene perduto. Quando il signor Sheffield lo scopre si infuria come non mai per il grossolano errore della tata. L'agente che si occupa del furto riesce a prendere il ladro, che viene arrestato e condannato ai servizi socialmente utili. La tata e Maxwell, in seguito, incontrano il malvivente al parco, mentre svolge i servizi richiesti dal giudice. Qui Francesca, parlando con lui, capisce che l'uomo ruba per disperazione e lui, per farglielo capire, le restituisce il documento di Shakespeare e offre dei biglietti di teatro a lei e Maxwell. Di ritorno a casa dopo la serata teatrale, Maxwell e Francesca vivono un momento di intimità, che sta per culminare in un bacio, ma i due vengono interrotti dai mugugni di Niles, che è stato imbavagliato dal ladro che ha svaligiato completamente tutta l'abitazione degli Sheffield.